# Блицкриг II
Блицкриг II (англ. Blitzkrieg 2) — компьютерная игра в жанре стратегия в реальном времени, разработанная российской компанией Nival и изданная 1С 23 сентября 2005 года. Она является продолжением игры «Блицкриг» (2003). Игра охватывает все основные фронты Второй мировой войны от Европы и Северной Африки до тихоокеанских островов. В ней присутствуют три кампании: за Нацистскую Германию, США и Советский Союз.
Игра получила смешанные оценки. Критики хвалили её за геймплей и атмосферу, но ругали за искусственный интеллект. Триквел вышел в 2017 году.

## Геймплей
Как и его предшественница, «Блицкриг II» посвящена сражениям Второй мировой войны. Игра фокусируется на самих битвах, а не на аспектах большинства стратегий в реальном времени, как строительство базы и добыча ресурсов. В «Блицкриг II» появились новые механики и юниты: более 250 единиц по сравнению с 200. Графический движок был обновлён, что позволило реализовать полное 3D. Музыку для проекта написал лидер московской группы Archontes Андрей Федоренко.
На каждую операцию игроку выделяется строго ограниченное число подкреплений. Солдаты за участие в сражениях получают опыт, для чего необходимо назначить командира, который даёт подчинённым доступ к новым специальным возможностям. Новых офицеров игрок получает за повышение своего звания.
Игроки могут выбрать одну из трёх кампаний: Нацистская Германия, Американская или Советская, каждая из которых разделена на четыре отдельные главы:
Немецкая кампания начинается во Франции в 1940 году. Игроку поручают командовать немецкими наступательными силами, стремящимися завоевать страну. Действие второй главы разворачивается в Северной Африке, которая заканчивается захватом Тобрука силами Оси. Третьей — в Советском Союзе, во время «операции Блау». Действие четвёртой главы разворачивается во время Арденнского сражения 1944 года.
Первые три главы американской кампании проходят на Тихоокеанском театре военных действий. Игроки ведут свои силы против Императорской армии и Императорского флота Японии. Действие последней главы разворачивается в Рурской области в 1945 году, во время вторжения в Германию.
Советская кампания начинается вскоре после операции «Барбаросса», длится 5 лет, заканчиваясь победой страны в битве за Берлин.
В игре шесть фракций: Германия, СССР, Великобритания, Япония, США и Франция.

## Отзывы
| Сводный рейтинг       | Сводный рейтинг |
| Агрегатор             | Оценка          |
| --------------------- | --------------- |
| GameRankings          | 76,57 %         |
| Metacritic            | 75/100          |
| MobyRank              | 79 %            |
| Иноязычные издания    |                 |
| Издание               | Оценка          |
| 1UP.com               | C+              |
| CGW                   | 6/10            |
| G4                    | [ 11 ]          |
| GameSpot              | 7,8/10          |
| GameSpy               | [ 13 ]          |
| GameZone              | 8,2/10          |
| IGN                   | 8,4/10          |
| Jeuxvideo.com         | 15/20           |
| Русскоязычные издания |                 |
| Издание               | Оценка          |
| Absolute Games        | 73 %            |
| Gameplay              | 4,5/5           |
| «PC Игры»             | 8,5/10          |
| PlayGround.ru         | 7,5/10          |
| StopGame.ru           | без оценки      |
| «Игромания»           | 9/10            |
| «ЛКИ»                 | 80 %            |
| «НИМ»                 | 8,6/10          |
| «Страна игр»          | 9/10            |

Игра получила смешанные оценки от критиков. Издание IGN высоко оценило искусственный интеллект проекта, однако оно отмечает, что «его единственный недостаток — проклятие всех стратегий в реальном времени — это система поиска пути: на открытом пространстве всё работает нормально, но попробуйте перетащить дюжину танков по мосту, и как только мост будет заполнен шестью из них, вы обнаружите, что другая половина разворачивается, чтобы найти другую точку пересечения». Рассуждая про игру в целом, оно отмечает: «Конечно, у неё есть несколько недостатков, но общий опыт обязательно вызовет улыбку даже у самого пресыщенного любителя пошаговых игр». Степан Чечулин из журнала «Игромания» назвал «Блицкриг II» «лучшей RTS этого года [2005] на избитую до посинения тему Второй мировой войны», добавив: «Свирепый и при этом чрезвычайно умный геймплей затягивает с головой, а графика, хоть и не хватает звёзд с неба, но создает правильную атмосферу».

## Дополнения и продолжение
Первое дополнение к игре под названием «Блицкриг II: Возмездие» вышло 1 сентября 2006 года. Оно посвящено заключительному этапу боевых действий на Восточном фронте Второй мировой войны. Второе тематическое дополнение «Блицкриг II: Освобождение», посвящённое боевым действиям на Западном фронте, было выпущено 19 января 2007 года.
Триквел вышел 2 июня 2017 года.